# 簡璧
簡璧（?—?），嬴姓，秦穆公和夫人穆姬所生的女儿，是秦康公的妹妹，晋献公的外孙女，晋惠公、晋文公的外甥女。
韓原之戰，秦国将晋惠公俘虏，公子絷建议将他杀死。穆姬带着儿子公子罃（秦康公）、公子弘、还有女儿簡璧，架火堆欲自焚，劝谏秦穆公考虑秦晋关系，秦穆公最后释放晋惠公。